# Salix schaburovii
Salix schaburovii är en videväxtart som beskrevs av I. V. Beljaeva. Salix schaburovii ingår i släktet viden, och familjen videväxter. Inga underarter finns listade i Catalogue of Life.